# Kristýna Černá
Kristýna Černá, née le 21 février 1993, est une biathlète tchèque. Elle fait partie de l'équipe nationale depuis 2011 (junior) et a obtenu un podium de Coupe du monde en relais durant la saison 2012-2013 à Ruhpolding.

## Palmarès

### Universiades
Médaille de bronze en relais mixte en 2013.

### Coupe du monde
- 1 podium en relais en 2012-2013 (troisième place).